# Friedrich Nikolaus Georg von Korff

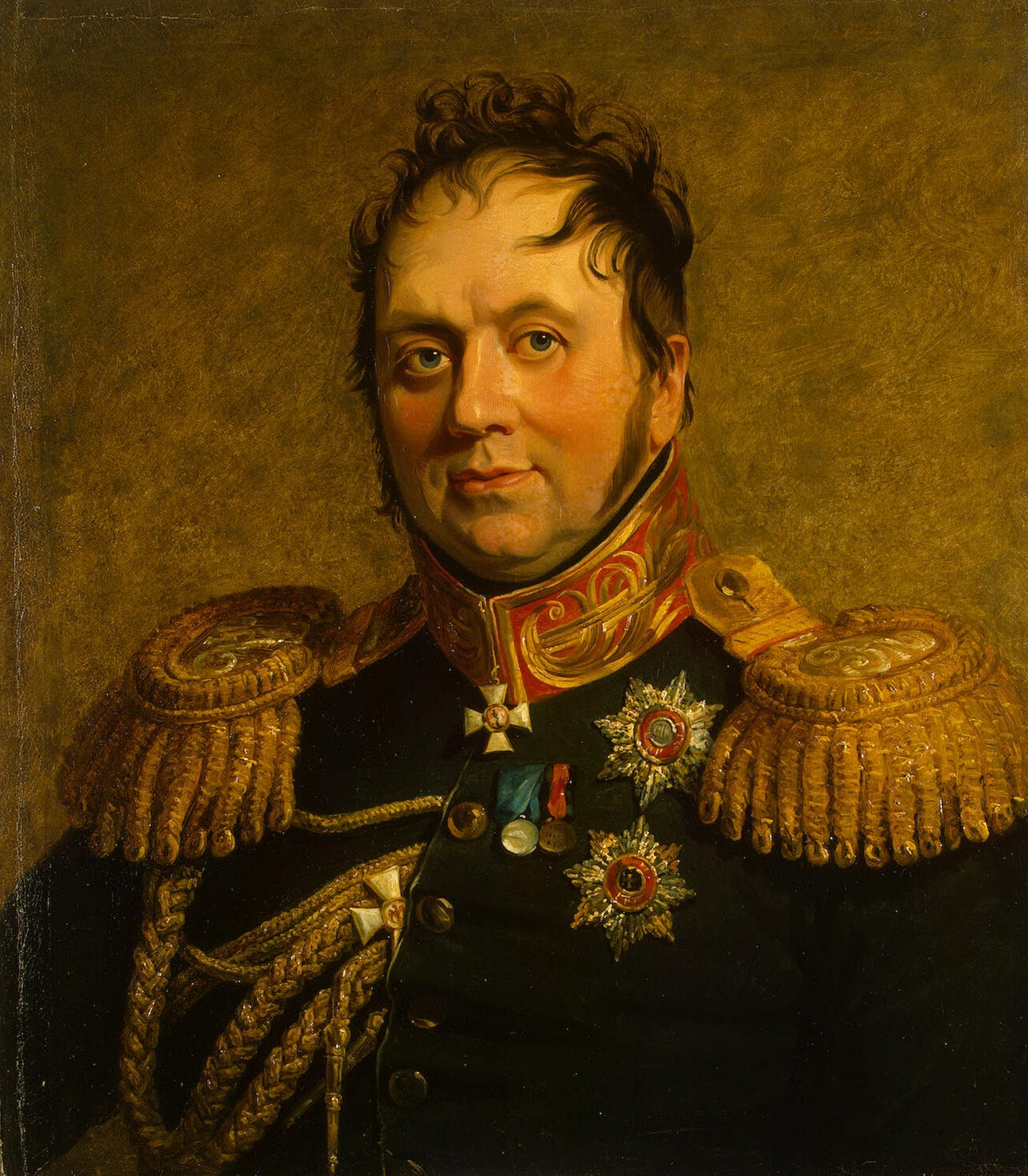
Fjodor Karlowitsch Baron Korf, Porträt von George Dawe, Eremitage, Winterpalast, St. Petersburg (1820/1825)

Friedrich Nikolai Georg Baron von Korff (russisch Фёдор Карлович Барон Корф; wissenschaftliche Transliteration Fëdor Karlovič Baron Korf, * 5. Apriljul. / 16. April 1773greg. in Virginahlen, Kurland; † 30. Augustjul. / 11. September 1823greg. in Orel) war ein russischer Generalleutnant.

## Leben

### Herkunft und Familie
Friedrich war Angehöriger der kurländischen Barone von Korff. Seine Eltern waren Karl von Korff (1748–1814) und Juliane, geborene von Behr (1755–1827).
1811 heiratete er Ekaterina Grigoriewna Schidlowska. Aus der Ehe ging ein Sohn Paul (1812–1831) hervor.

### Werdegang
Korff trat 1787 als Vize-Wachtmeister ins Leibgarde-Kavallerieregiment der kaiserlich russischen Armee ein. Zu Beginn des Jahres 1794 wurde er als Kompaniechef in ein Kavallerie-Grenadier-Regiment versetzt und nahm an der Niederschlagung des polnischen Aufstandes teil. Während des Sturms auf Praga konnte er sich hervortun. Er wurde mit dem St.-Georgs-Orden IV. Klasse ausgezeichnet und kehrte als Leutnant zum Leibgarde-Kavallerieregiment zurück. 1798 avancierte er erst zum Kapitän, dann zum Oberst und bereits 1800 zum Generalmajor, wobei er gleichzeitig Kommandeur unter Eugen von Württemberg im 2. Pskower Leib-Dragoner-Regiment wurde. Korff stieg 1801 zum Chef seines Regiments auf und erhielt 1806 seine Ernennung zum Brigadekommandeur.
Während der Vierten Koalition nahm er an fast allen Schlachten in Preußen teil. Dabei konnte er sich vor Golymin auszeichnen und erhielt den St.-Wladimir-Orden III. Klasse. Vor Preußisch Eylau wurde er am Arm verwundet und anschließend mit dem St.-Georgs-Orden III. Klasse. im Frühjahr 1807 kehrte er genesen in den aktiven Dienst zurück und erhielt für seinen Einsatz bei Guttstadt das Schwert für Tapferkeit mit Diamanten sowie den Roten Adlerorden I. Klasse.
In der Fünften Koalition stand er in Galizien im Felde und erhielt 1810 nach der Abtretung des Bezirks Tarnopol an Russland die Stellung eines Generaladjutanten zuerkannt. 1811 wurde er zum Chef der 2. Kavalleriedivision ernannt.
Seit 1812 war er Kommandeur des 2. Reservekavalleriekorps der 1. Westarmee. Im Vaterländischen Krieg nahm er u. a. an der Schlacht bei Witebsk, der bei Wjama, der bei Krasnoi und der bei Borodino teil. Er erhielt den St. Wladimir-Orden II. Klasse, sowie in Anerkennung seiner Standhaftigkeit die Diamanten zum bereits 1807 verliehenen St.-Anna-Orden I. Klasse und avancierte nach Borodino zum Generalleutnant.
In den Befreiungskriegen kämpfte er u. a. bei Dresden, bei Bautzen, an der Katzbach, bei Leipzig, vor Mainz, sowie in der Schlacht und der Einnahme von Paris.
Korff erhielt 1815 das Kommando über die 2. Dragonerdivision und wurde 1816 erneut zum Kommandeur des 2. Reservekavalleriekorps ernannt. In diesem Posten verstarb er. Seine Beisetzung erfolgte auf dem dortigen Klosterfriedhof. Für den Grabstein hatten die Offiziere seines Korps gesammelt. Er war auch Träger des Alexander-Newski-Ordens.